# 49. Sinfonie (Haydn)
Die Sinfonie f-Moll Hoboken-Verzeichnis I:49 komponierte Joseph Haydn im Jahr 1768 während seiner Anstellung als Kapellmeister beim Fürsten Nikolaus I. Esterházy. Das Werk trägt den nicht von Haydn stammenden Titel „La passione“.

## Allgemeines

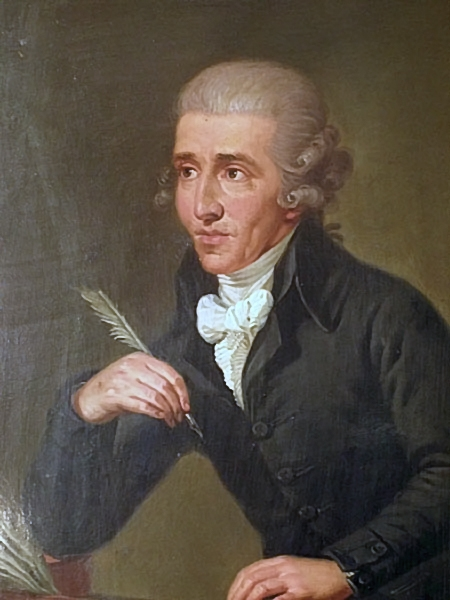
Joseph Haydn (Gemälde von Ludwig Guttenbrunn, um 1770)

Die Sinfonie Nr. 49 komponierte Haydn im Jahr 1768 während seiner Anstellung als Kapellmeister beim Fürsten Nikolaus I. Esterházy. Der Titel „La passione“ (ital. = Leidenschaft, Leidenszeit) stammt nicht von Haydn, sondern geht offenbar auf einen Eintrag auf der Abschrift eines Leipziger Kopisten um 1790 zurück und findet sich auch in einem Leipziger Aufführungsbericht von 1811. Der Titel hat zu mehreren Deutungen geführt. Der Leipziger Aufführungsbericht behauptet, Haydn habe das Werk „auf einen besonderen, ihn tief verwundenden Trauerfall unter den Seinigen geschrieben“. Im Haydn-Verzeichnis der Züricher Neujahrsblätter von 1831 wird die Sinfonie als „La Passione, oder Trauer-Sinfonie“ aufgeführt. Eine andere Bezeichnung tritt erst später in einer Wiener Abschrift auf, ist aber auch noch an anderen Stellen überliefert: „Il Quakero di bel´humore“ („Der gutgelaunte Quäker“). Möglicherweise diente die Sinfonie Nr. 49 als Bühnenmusik für eine entsprechende Aufführung.

„Moralisierende Quäker waren in mitteleuropäischen Dramen ein beliebtes Thema; man vermutete, dass die vorliegende Symphonie, gleich anderen von Haydn aus dieser Periode, vielleicht als Musik in einem Theaterstück gespielt oder sogar dafür komponiert wurde. Sicherlich rufen ihre Intensität und ihre Exzentrik manche außermusikalischen Assoziationen hervor.“

Howard Chandler Robbins Landon (1955) lobt die Sinfonie als eine der bis dahin überzeugendsten Moll-Sinfonien Haydns. Karl Geiringer (1959) bringt den Titel zum düsteren Charakter der Sinfonie in Verbindung, insbesondere dem des Adagio, und vermutet einen Zusammenhang mit der Osterzeit. Walter Lessing (1989) weist darauf hin, dass „der tiefe Eindruck, den die Sinfonie „La Passione“ auch heute noch hinterläßt“, auch auf „der durch alle Sätze festgehaltenen gleichen Grundstimmung“ beruht. Dazu trage auch die Tonfolge c-des-b bei, mit der der erste Satz anfängt und auf dem auch die Anfänge der anderen Sätze basieren. Ludwig Finscher (2000) meint: „Die Ausdruckshaltung des Werkes ist extrem dramatisch, nicht religiös; ein sehr vermittelter Bezug zur kirchlichen Sphäre ergibt sich nur daraus, dass die ungewöhnliche Form mit einem Adagio als Kopfsatz und einem stark kontrapunktisch geprägten Allegro als zweitem Satz auf die Tradition der sonata da chiesa anzuspielen scheint. In allen vier Sätzen herrscht äußerste Konzentration des Ausdrucks, zugleich äußerste Konzentration des thematischen Materials bei äußerster Konzentration der thematischen Entwicklung.“ Anton Gabmayer (2010) zieht als Grund für die Düsterkeit des Werkes dagegen auch persönliche Gründe Haydns (Abbrennen seines Hauses 1768, ein Todesfall) in Betracht und sieht in der Sinfonie „eine in Musik gesetzte Frage an das Leben“.
Haydn selbst hat die Sinfonie lediglich überschrieben mit: „Sinfonia in F minore“.
Das Werk weist folgende Besonderheiten auf:
- Die Satzfolge langsam – schnell – Tanzsatz (Menuett) – schnell erinnert an die der spätbarocken Kirchensonate und ist unter Haydns Sinfonien auch bei Nr. 5, Nr. 11, Nr. 18, Nr. 21, Nr. 22 und  Nr. 34 vertreten. In Übereinstimmung zur Kirchensonate sind in den Sinfonien auch alle Sätze in derselben Tonart gehalten. Allerdings steht an dritter Stelle kein langsamer Satz, sondern ein Menuett (die Sinfonie Nr. 18 ist nur dreisätzig).
- Es ist die einzige Sinfonie Haydns in der für die damalige Zeit ungewöhnlichen Tonart f-Moll.
- differenzierte Dynamik z. B. im ersten Satz: von Pianissimo bis Fortissimo.
- differenzierte Rhythmik durch Synkopen z. B. im zweiten Satz.
- Aufwertung der Bläser durch „Farbtupfer“ sowie kurze Soli im dritten und im vierten Satz.
- starke Intervallsprünge vor allem im zweiten Satz.

## Zur Musik
Besetzung: zwei Oboen, zwei Hörner in F, zwei Violinen, Viola, Cello, Kontrabass. Zur Verstärkung der Bass-Stimme wurden damals auch ohne gesonderte Notierung Fagott und Cembalo-Continuo eingesetzt, wobei über die Beteiligung eines Cembalos unterschiedliche Auffassungen bestehen.
Aufführungszeit: 20–30 Minuten (je nach Einhalten der vorgeschriebenen Wiederholungen).
Bei den hier benutzten Begriffen der Sonatensatzform ist zu berücksichtigen, dass dieses Modell erst Anfang des 19. Jahrhunderts entworfen wurde (siehe dort) und für eine Sinfonie von 1768 nur mit Einschränkungen herangezogen werden kann.  – Die hier vorgenommene Beschreibung und Gliederung der Sätze ist als Vorschlag zu verstehen. Je nach Standpunkt sind auch andere Abgrenzungen und Deutungen möglich.

### Erster Satz: Adagio
f-Moll, 3/4-Takt, 91 Takte

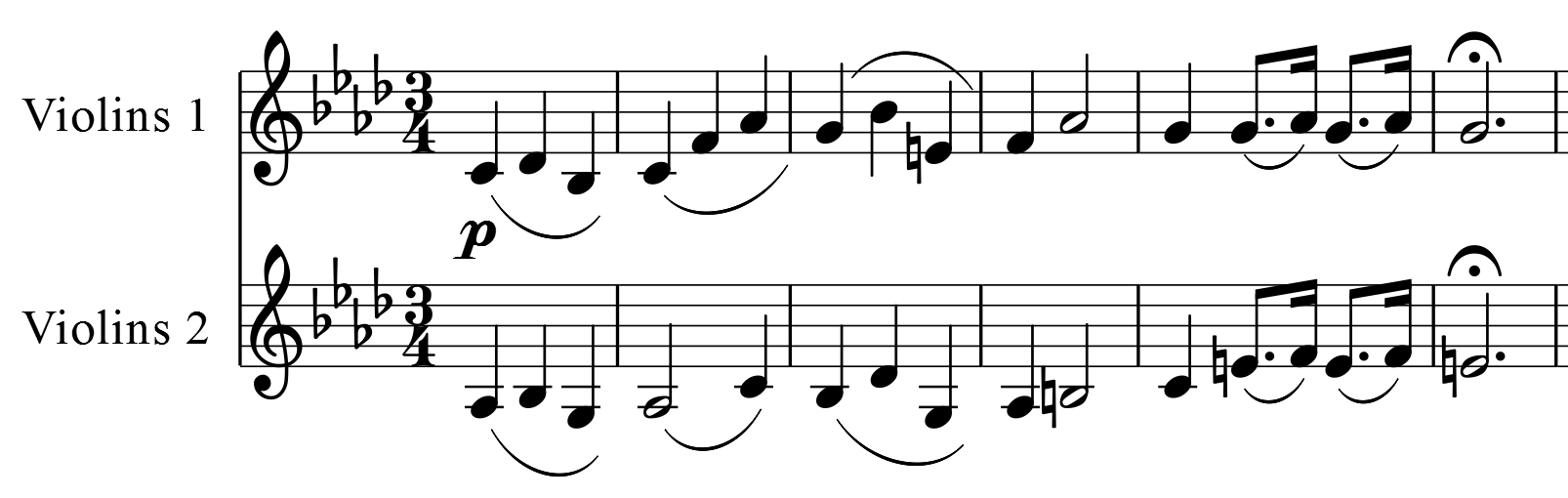
Beginn des Adagio

Der Satz beginnt mit dem düsteren Hauptthema im Piano, das von den Violinen in langsamen Vierteln vorgetragen wird, unterlegt vom ausgehaltenen F der Hörner. Ab Takt 5 kommt eine kurze Aufklarung mit Fermate in C-Dur, jedoch setzt bereits in Takt 7 das Hauptthema in f-Moll als Variante wieder ein. Es folgt nun bis Takt 25 ein Abschnitt, der durch allmähliche Zunahme an Bewegung gekennzeichnet ist: abgesetzte Achtelbewegung (Takt 10–14); Pendelfigur mit einem Viertel und Sechzehnteln (Takt 15–24), durchgehende Sechzehntel (Takt 25–32). Das Sechzehntelmotiv ab Takt 25 steht in der Dominante As-Dur und wird forte vorgetragen. In Takt 33 kommt die Bewegung durch Pausen ins Stocken, bricht dann aber ab Takt 35 im Forte / Fortissimo mit Synkopen wieder los. Die Schlussgruppe bis zum Ende der Exposition (Takt 43) ist durch abgesetzte Sechzehntelbewegung gekennzeichnet.
Die Durchführung beginnt mit dem Hauptthema in As-Dur; wie in der Exposition folgt nun eine Zunahme der Bewegung über Viertel zu Sechzehnteln, die in Takt 59 auf C-Dur abbricht. Die Durchführung ist insgesamt eher überleitungsartig. Sie endet in zwei stark chromatischen, geradezu fremd wirkenden Takten mit langsamer Viertelbewegung.
Die Reprise ab Takt 62 ist ähnlich der Exposition strukturiert, es fehlt jedoch der Abschnitt mit der Achtelbewegung: die durchgehende Sechzehntelfigur (entsprechend Takt 25) beginnt bereits in Takt 70 in f-Moll und taucht in einer Variante nochmals in Takt 87 ff. auf. Einen letzten Ausbruch im Fortissimo liefert Takt 90/91, bevor die Schlussgruppe einsetzt. Exposition sowie Durchführung und Reprise werden wiederholt.
Ludwig Finscher hebt die Ausdruckskraft des Satzes hervor: „… Haydn hat wenige rhetorisch so suggestive Sätze geschrieben.“

### Zweiter Satz: Allegro di molto
f-moll, 4/4-Takt, 140 Takte
Der wilde Charakter des Satzes kontrastiert zum Adagio. Er eröffnet mit einer Folge von gewaltigen Intervallsprüngen in den stimmführenden Violinen, unterlegt von harten Staccato-Achtelläufen, die nach einem Synkopen-Motiv (Takt 4–5) in den Streichern versetzt (im Dialog) weitergeführt werden und auch im weiteren Satzverlauf eine vorwärtstreibende Bewegung bewirken. Das zweite Thema (Takt 14–22) in der Tonikaparallelen As-Dur steht mit seiner sanft-pendelnden Bewegung im Piano, der Führung im Legato (statt vorher Staccato) mit geringen Intervallen, der Reduktion auf die Streicher und der etwas melancholischen Klangfarbe in starkem Gegensatz zum ersten Thema. Die folgenden Takte 23–27 greifen die Intervallsprünge vom Satzanfang auf, die nun aber durch bewegende Synkopen unterlegt sind. Bis zum Ende der Exposition in Takt 51 schließen sich dann vier weitere Motive an: Schleifer-Motiv mit abgesetzten Achteln (Takt 28 ff.), ein Vorhalts-Motiv (Takt 34 ff.), ein Pralltriller-Motiv (Takt 38 ff.) und ein Motiv wiederum mit Intervallsprüngen (Takt 46 ff.).
Die „Durchführung“ (Takt 52–99) entspricht einem variierten Ablauf der Exposition: Sie beginnt entsprechend dem Satzanfang in As-Dur. Ab Takt 64 führt der Bass mit den Intervallsprüngen vom Anfang, bevor die Bewegung in Takt 71 auf der Doppeldominanten G-Dur zur Ruhe kommt. Anschließend hat das zweite Thema einen Auftritt in Es-Dur, gefolgt vom Schleifer- und dem Pralltriller-Motiv.
Die Reprise setzt in Takt 100 mit dem ersten Thema in f-Moll ein. Im Unterschied zur Exposition wird das zweite Thema ausgelassen. Exposition sowie Durchführung und Reprise werden wiederholt.

### Dritter Satz: Menuett
f-Moll, 3/4-Takt, mit Trio 72 Takte
Das Menuett weist mit seiner düster-schleppenden Hauptmelodie in f-Moll eine dunkle Klangfarbe auf. Der zweite Teil des Menuetts ist mit 34 Takten fast doppelt so lang wie der erste Teil mit 18 Takten. Ludwig Finscher bewertet das Menuett als „ein Beispiel des ernsten Charakter-Menuetts, das nur noch wenige Merkmale des einfachen, geschweige denn des Tanz-Menuetts zeigt (…).“ und hebt den „Reichtum der Harmonik und die Fülle chromatischer Wendungen“ hervor.
Als einziger „Lichtblick“ der Sinfonie steht das Trio in F-Dur mit seiner sanft-wiegenden, teilweise geradezu hell-strahlenden Atmosphäre mit den solistisch geführten Oboen und Hörnern.

### Vierter Satz: Finale. Presto
f-Moll, a/a-Takt (alla breve), 126 Takte
Das Presto ist ähnlich wie das Allegro di molto im energischen Charakter gehalten, an dem wesentlich die kontinuierlich pochenden Viertel von Viola, Cello und Kontrabass beteiligt sind. Der Satz eröffnet piano mit einem geheimnisvollen, dreimal wiederholten Motiv der Streicher, begleitet von ausgehaltenen Oktaven auf F der Bläser. Der anschließende, kurze Forte-Ausbruch mit aufsteigendem Akkord bringt einen dramatischen Einschub, ehe eine wiederum geheimnisvolle Piano-Passage in relativ gleichmäßiger Viertelbewegung den ersten Abschnitt beendet. Die nun einsetzende Forte-Akkordfolge (As – As mit Septime – Des – Es mit Septime) führt zum Tremolo-Abschnitt in der Tonikaparallelen As-Dur. Ab Takt 37 bis zum Ende der Exposition in Takt 50 dominiert neben Achteltremolo eine Figur aus halben Noten mit beachtlichen Intervallsprüngen (z. T. über zwei Oktaven), die ebenfalls an den zweiten Satz erinnert.
Die „Durchführung“ (Takt 51–86) wiederholt in verkürzter Abfolge die Elemente der Exposition (Streichermotiv, Tremolopassage, Intervallsprung-Motiv). Die Überleitung zur Reprise erfolgt mit dem Motiv der Satzeröffnung in den Oboen im Dialog mit den Violinen, unterlegt vom ausgehaltenen C der Hörner (Takt 79 ff.). Auch die Reprise (Takt 87 ff.) ist ähnlich der Exposition strukturiert, jedoch ist die Forte-Akkordfolge ausgelassen. Exposition sowie Durchführung und Reprise werden wiederholt.